# Tabularium

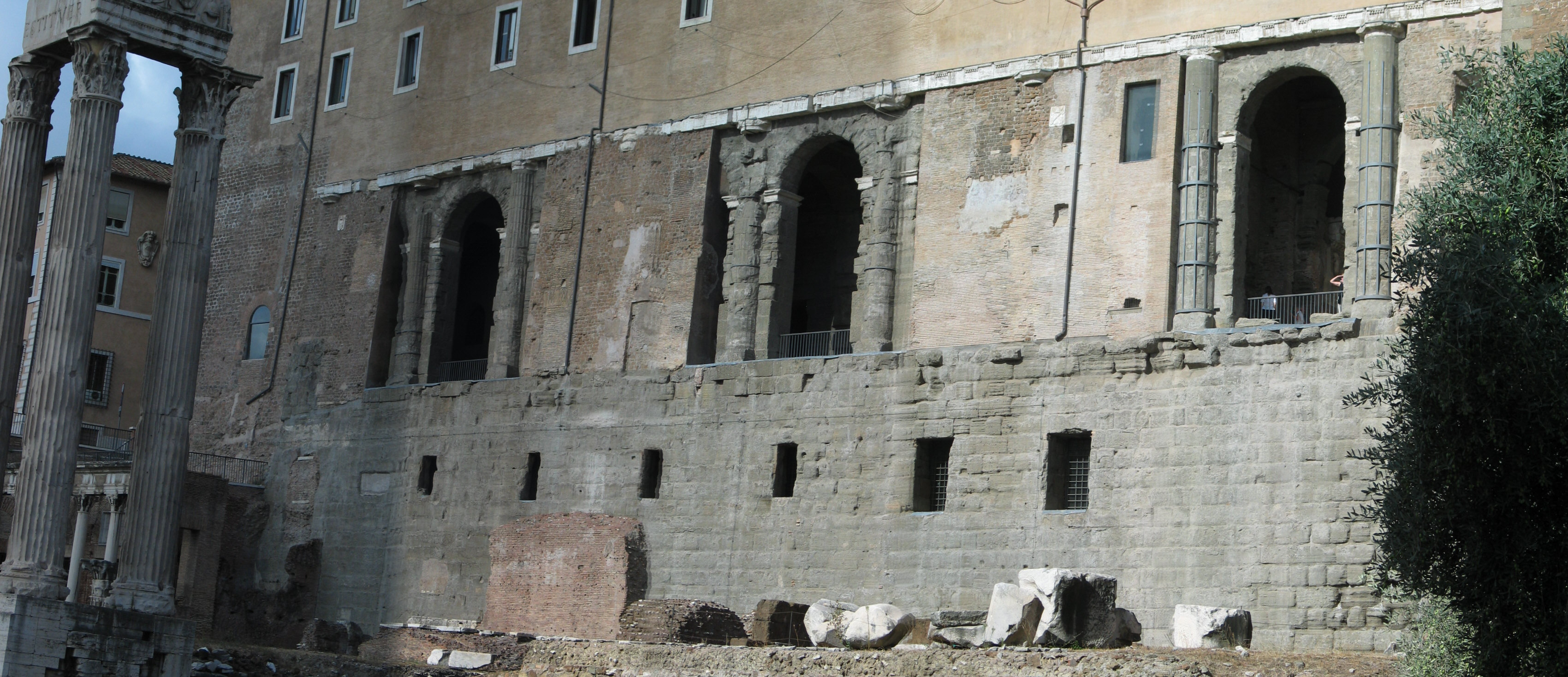
Tabularium na Forum Romanum

Tabularium – w starożytnym Rzymie termin określający wszelkiego rodzaju archiwum, w którym przechowywano najważniejsze dokumenty i akty prawne spisane na tabliczkach, zwojach papirusu i pergaminu. 
Nazwę tę odnoszono zarówno do archiwum rodzinnego przechowywanego w wydzielonym pomieszczeniu domu, jak i do archiwum państwowego, wojskowego, świątynnego, miejskiego i innych. 
Urzędowe archiwum zawierające teksty ustaw, uchwały senatu, spisy, sprawozdania itp. w okresie republiki mieściło się w świątyni Saturna na Forum Romanum. Archiwum takie było administrowane początkowo przez cenzorów, w późniejszym okresie przez specjalnie do tego powołanych kuratorów. W roku 83 p.n.e. archiwum uległo zniszczeniu podczas pożaru na Kapitolu.
Późniejsze, częściowo zachowane Tabularium zostało w czasach Sulli (78 p.n.e.) odbudowane przez Kwintusa Latatiusa Katulusa na Forum Romanum u stóp południowo-wschodniego zbocza Kapitolu, gdzie funkcjonowało w czasach cesarstwa. Z budowli tej ocalał fragment ściany pierwszego piętra wkomponowany w Pałac Senatorów.